# Lobeza panchoya
Lobeza panchoya är en fjärilsart som beskrevs av William Schaus 1939. Lobeza panchoya ingår i släktet Lobeza och familjen tandspinnare. Inga underarter finns listade i Catalogue of Life.